# Емма Еквалль
Емма Еквалль (швед. Emma Ekwall; 18 січня 1838 — 1 лютого 1925) — шведська художниця, сестра Кнута Еквалля.

## Біографія
Мистецтвом цікавилася з дитинства, в тому числі завдяки знайомству сім'ї з графом Густавом Троль-Бонда і під впливом відвідувань його замку. У 1865—1870 роках отримувала художню освіту в Королівській академії вільних мистецтв в Стокгольмі. У 1871 році стала першою жінкою, яка була удостоєна після закінчення курсу Королівської медалі. Після завершення навчання деякий час жила в німецьких містах Лейпциг і Мюнхен.
Вперше її роботи були представлені на виставці академії у 1868 році, а потім вона отримала популярність як автор жанрових полотен, сюжети яких іноді містили деяку частку іронії, квіткових натюрмортів і особливо добре, на думку критиків, вдавалося їй портретів матерів з дітьми і дітей. Її картина «Lutspelerska» (1880), що позначила новий етап у творчості художниці, була придбана Шведською асоціацією мистецтв в Стокгольмі. У віці 76 років стала інвалідом в результаті перелому стегна, проте малювати продовжила до кінця життя.

## Галерея

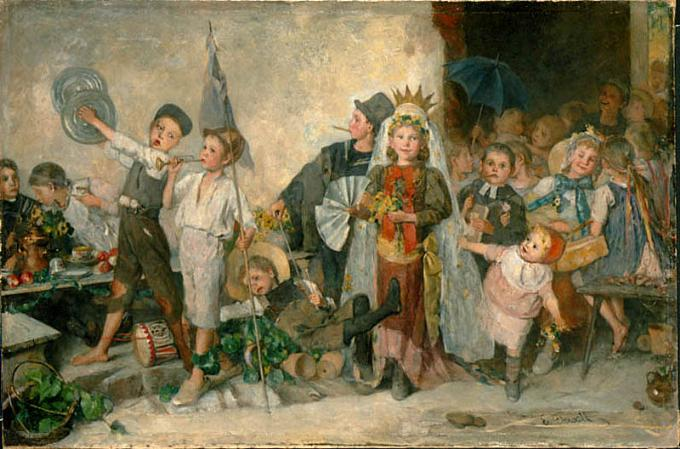
Діти грають весілля
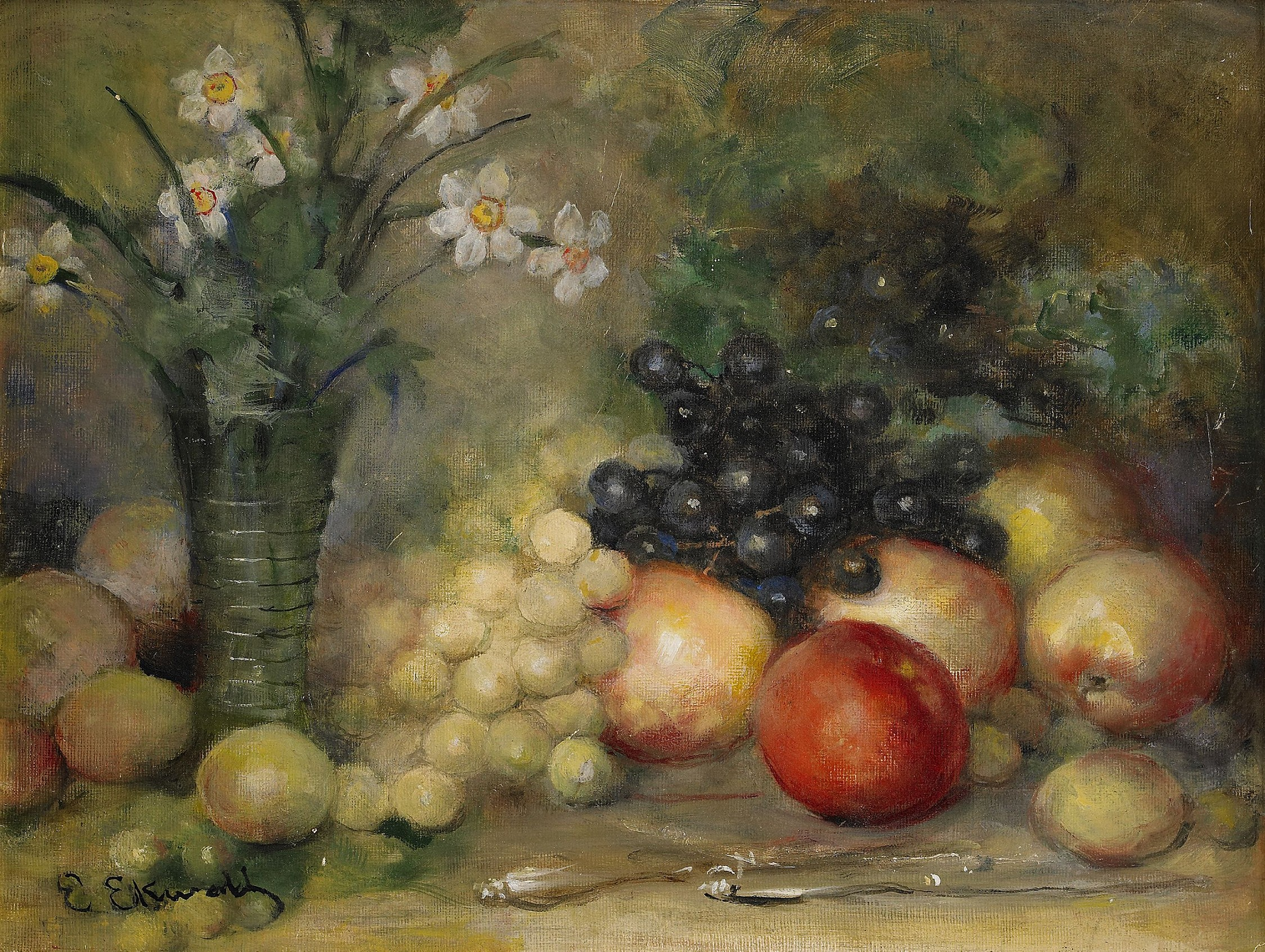
Натюрморт з фруктами
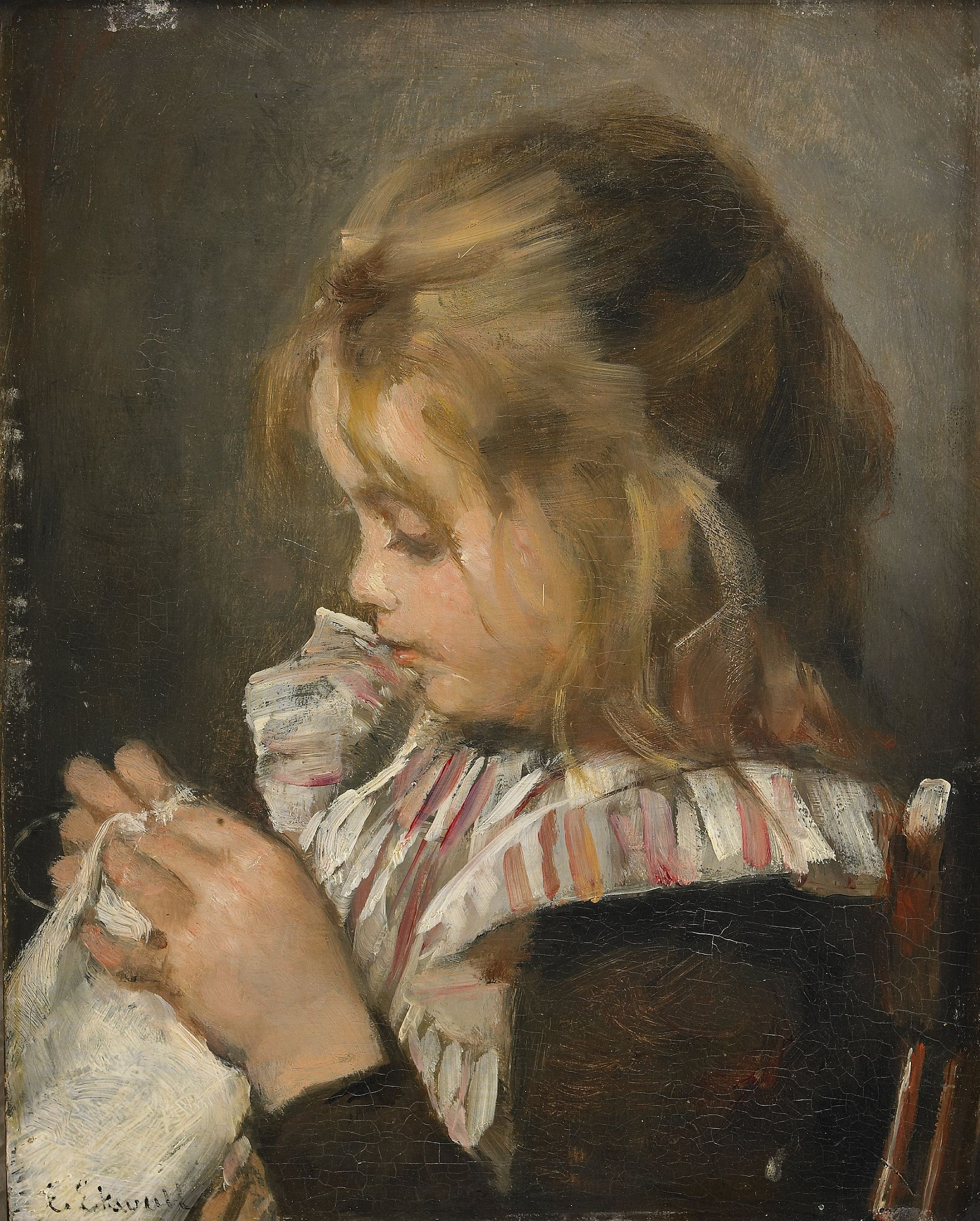
Рукоділля дівчинки
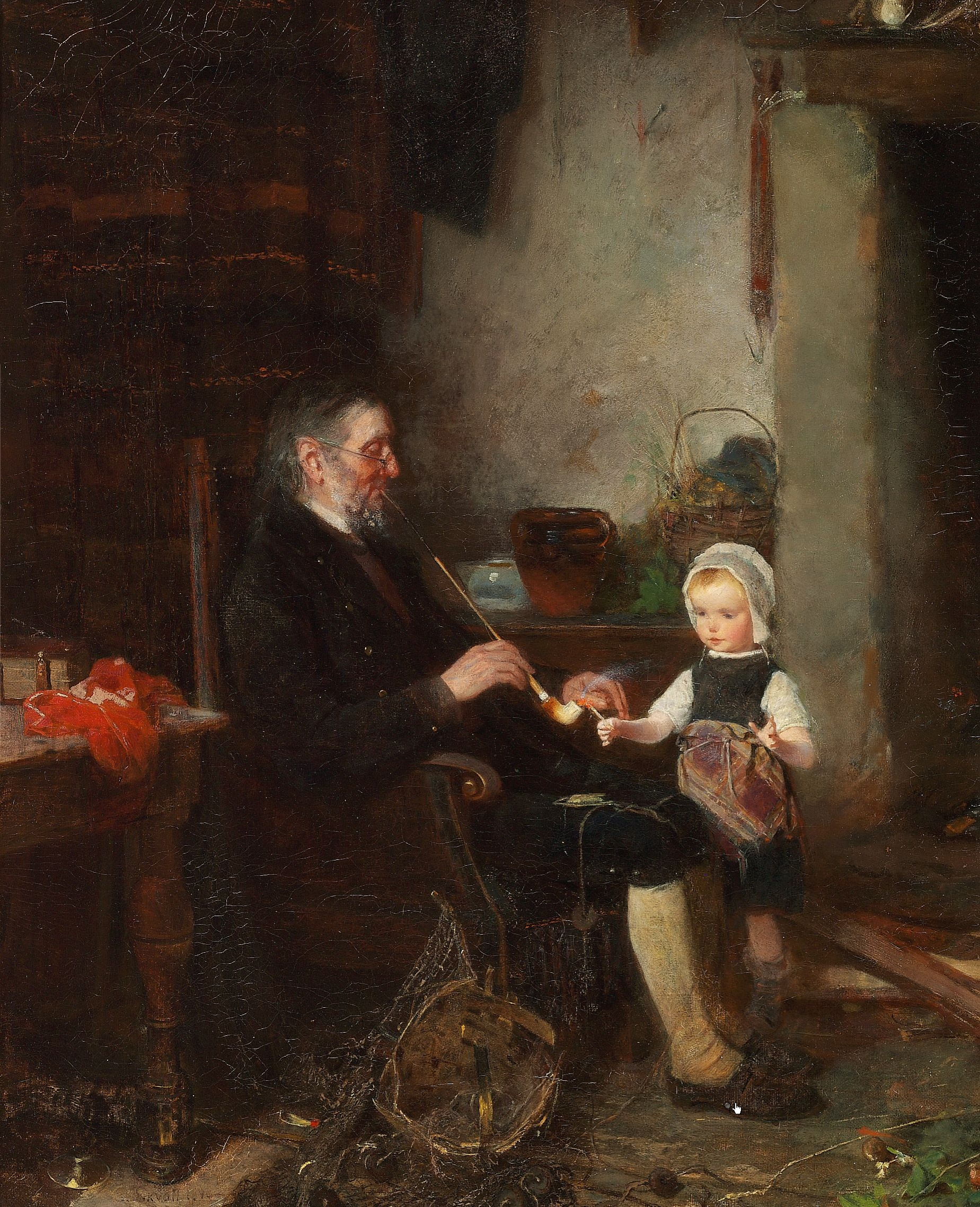
Запалення трубки (1890)
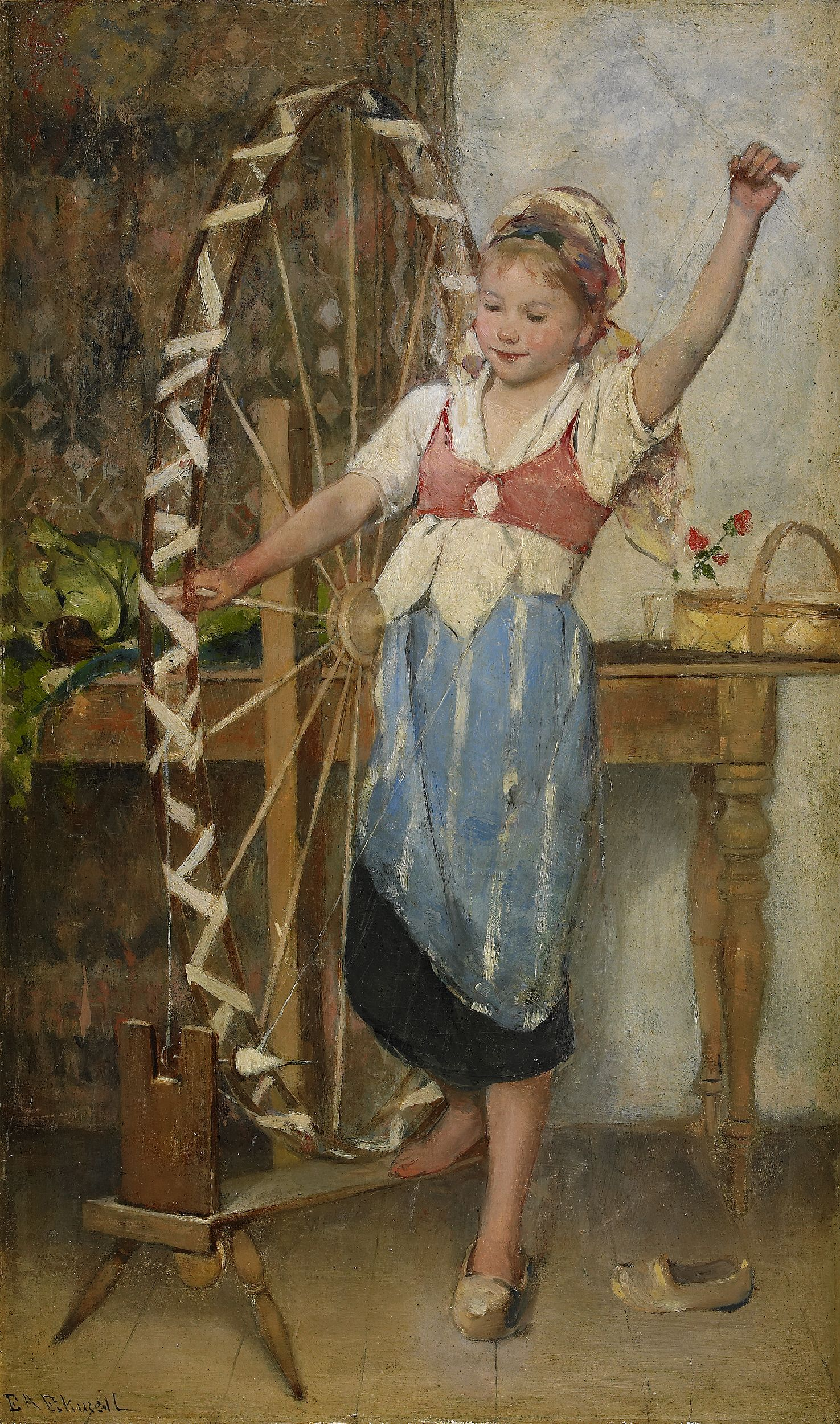
Маленька верстатниця
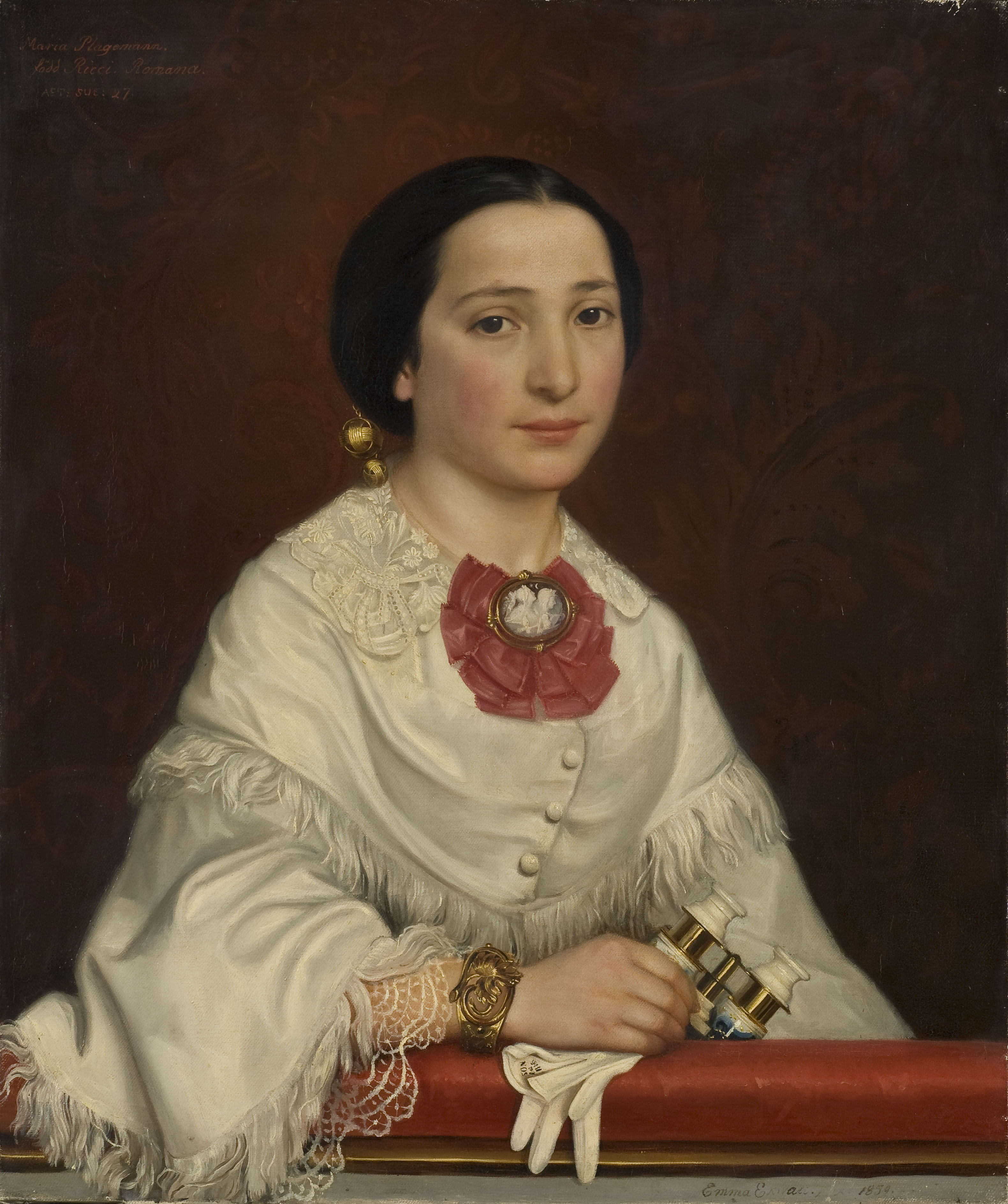
Портрет Марії Домініки Річчі (1854)